# Якуб Петружалек
Якуб Петружалек (чеськ. Jakub Petružálek; 24 квітня 1985, Літвінов, ЧССР) — чеський хокеїст, нападник.
Вихованець хокейної школи ХК «Літвінов». Виступав за «Літвінов», «Оттава Сіксті-Севенс» (ОХЛ), «Беррі Колтс» (ОХЛ), «Шарлотт Чекерс» (ECHL), «Гартфорд Вулф Пек» (АХЛ), «Олбані Рівер-Ретс» (АХЛ), «Кароліна Гаррікейнс», «Лукко» (Раума), «Амур» (Хабаровськ), «Динамо» (Москва), «Ак Барс» (Казань), «Автомобіліст Єкатеринбург», «Еребру», «Оцеларжи».
В чемпіонатах НХЛ — 2 матчі (0+1). В чемпіонатах Чехії — 239 матчів (51+86). В чемпіонатах Фінляндії — 114 матчів (37+47), у плей-оф — 17 матчів (9+6).
У складі національної збірної Чехії учасник чемпіонатів світу 2012 і 2014 (17 матчів, 1+3). У складі молодіжної збірної Чехії учасник чемпіонату світу 2005. У складі юніорської збірної Чехії учасник чемпіонату світу 2003.
Досягнення
- Бронзовий призер чемпіонату світу (2012)
- Бронзовий призер чемпіонату Фінляндії (2011).
- Володар Кубка Гагаріна (2013)